# Alexander Akimowitsch Martynjuk
Alexander Akimowitsch Martynjuk (russisch Александр Акимович Мартынюк; * 11. September 1945 in Moskau, Sowjetunion; † 16. November 2022) war ein sowjetischer Eishockeyspieler, der im Laufe seiner Karriere mit Spartak Moskau mehrfach Sowjetischer Meister und Sowjetischer Pokalsieger wurde und mit der sowjetischen Nationalmannschaft zwei Goldmedaillen bei Eishockey-Weltmeisterschaften gewann.

## Karriere
Alexander Martynjuk begann seine Karriere 1963 bei Krylja Sowetow Moskau, für die er zwei Spielzeiten lang in der Klass A aktiv war. 1965 holte ihn Wsewolod Bobrow, trotz seiner eher kleinen Statur, zu Spartak Moskau. Bei Spartak bildete er mit Wladimir Schadrin und Alexander Jakuschew eine sehr torgefährliche Angriffsreihe, die sich Ende der 1960er und Anfang der 1970er Jahre regelmäßig in den Topscorerlisten der sowjetischen Liga wiederfand. Gewann Spartak 1966 noch die Vizemeisterschaft, erreichte die Mannschaft ein Jahr später den Gewinn der Sowjetischen Meisterschaft. Diesen Erfolg konnte die Mannschaft um Martynjuks Angriffsreihe 1969 und 1976 wiederholen. Zudem gewann er 1970 und 1971 mit Spartak den sowjetischen Pokalwettbewerb.
Zum Ende seiner Karriere erhielt Martynjuk die Erlaubnis, ins westeuropäische Ausland zu wechseln und spielte zwischen 1977 und 1980 beim Kapfenberger SV, ehe er seine Karriere beendete. Insgesamt erzielte er 212 Tore in 410 Spielen in der Wysschaja Liga respektive Klass A.

### International
Am 1. Dezember 1968 stand er in einem Spiel gegen Finnland zum ersten Mal für die sowjetische Nationalmannschaft auf dem Eis. 1972 absolvierte er im Rahmen der Summit Series 1972 gegen Kanada ein Spiel für die Sbornaja. Seine internationale Karriere wurde mit zwei Goldmedaillen bei den Eishockey-Weltmeisterschaften 1971 und 1973 gekrönt. Bei der Weltmeisterschaft 1973 erzielte er im Spiel gegen Deutschland insgesamt acht Tore, was seither von keinem Spieler bei Weltmeisterschaften überboten wurde.
Für die Nationalmannschaft erzielte er insgesamt 24 Tore in 45 Länderspielen. Am 5. November 1990 bestritt er sein letztes Länderspiel. 1973 wurde er als Verdienter Meister des Sports der UdSSR ausgezeichnet.
Zuletzt war Martinjuk beim HK Legendy Chokkeja, einem Altherrenverein, aktiv.
Er starb im November 2022, im Alter von 77 Jahren, nach langer Krankheit.

## Erfolge und Auszeichnungen
| - 1966 Sowjetischer Vizemeister mit Spartak Moskau - 1967 Sowjetischer Meister mit Spartak Moskau - 1968 Sowjetischer Vizemeister mit Spartak Moskau - 1969 Sowjetischer Meister mit Spartak Moskau - 1970 Sowjetischer Pokalsieger mit Spartak Moskau - 1970 Sowjetischer Vizemeister mit Spartak Moskau - 1971 Sowjetischer Pokalsieger mit Spartak Moskau | - 1971 Goldmedaille bei der Weltmeisterschaft - 1973 Sowjetischer Vizemeister mit Spartak Moskau - 1973 Tri Bombardira -Torgefährlichste Angriffsreihe der Wysschaja Liga mit 72 Toren (W. Schadrin – A. Jakuschew – A. Martynjuk) - 1973 Goldmedaille bei der Weltmeisterschaft - 1973 Verdienter Meister des Sports der UdSSR - 1976 Sowjetischer Meister mit Spartak Moskau |

## Karrierestatistik

### Internationale Wettbewerbe
(Legende zur Spielerstatistik: Sp oder GP = absolvierte Spiele; T oder G = erzielte Tore; V oder A = erzielte Assists; Pkt oder Pts = erzielte Scorerpunkte; SM oder PIM = erhaltene Strafminuten; +/− = Plus/Minus-Bilanz; PP = erzielte Überzahltore; SH = erzielte Unterzahltore; GW = erzielte Siegtore; 1 Play-downs/Relegation; Kursiv: Statistik nicht vollständig)